# Tasso d'interesse nominale
Il tasso d'interesse nominale è il tasso applicato in un atto o in un contratto di prestito, di finanziamento o di mutuo. 
Indica il costo teorico per chi prende a prestito del denaro ed il rendimento, teorico anch'esso, per chi lo presta.
La distinzione del tasso nominale da quello effettivo si origina dalla pratica dei prestatori commerciali (banche, società finanziarie, etc.), i quali affiancano agli interessi nominalmente convenuti altri costi da sostenersi forfettariamente o percentualmente sul capitale erogato (commissioni, assicurazione, istruttoria pratica, etc.), i quali costi incidono talvolta pesantemente sul concreto rapporto economico fra le parti.
Poiché il percettore dei costi accessori è sempre il prestatore, è gioco facile per questo pubblicizzare un tasso nominale estremamente interessante, salvo poi a trasferire le utilità che non ricava dal prestito su altre voci accessorie, la cui quantificazione è successiva alla fase pubblicitaria, guadagnando alla fine un valore del tutto equipollente, ma avendo venduto un prodotto finanziario nominalmente "vantaggioso".
Per questo, la legge italiana oggi obbliga i proponenti di prodotti finanziari a distinguere rigorosamente il tasso nominale (T.A.N.) dal tasso effettivo globale (T.A.E.G.).
In matematica finanziaria il T.A.N. si indica con J(m). {\displaystyle J(m)=i_{1/m}\cdot m}. (Tasso effettivo di interesse valevole per un m-simo del periodo unitario).
La forma tipica di presentazione di un tasso di interesse nominale è sulla base annua (T.A.N. - tasso annuo nominale), dovendosi perciò rapportare all'annualità eventuali tassi a capitalizzazione semestrale, trimestrale, mensile, etc., i quali potrebbero fallacemente (e maliziosamente) apparire più vantaggiosi (essendo indicati da una percentuale più bassa). Va ricordato infatti che un tasso semestrale non corrisponde ad un tasso annuale di doppio valore: alla scadenza del primo semestre l'interesse viene aggiunto al capitale a costituire il montante, che sarà poi il valore sul quale si effettuerà la capitalizzazione al secondo semestre.
In presenza di inflazione può essere utile tener conto del tasso d'interesse reale.
Per il caso di "indicizzazione", cioè di preordinata variazione del tasso al variare dell'inflazione (registrata su alcuni paramentri ufficiali), taluni considerano che esiste purtuttavia uno scarto fra l'inflazione reale (quella che cioè veramente si verifica nella vita reale) e la minore inflazione dichiarata dallo stato (riduzione che può dipendere da sane finalità di immagine e prestigio dell'economia interna, con riguardo internazionale) e che tale scarto avvantaggia chi ha ricevuto il prestito.